# 段鍾潭
段鍾潭（Sam Tuan Chung-Tan，1951年—），滾石國際音樂總經理，國立臺中第一高級中學畢業，國立交通大學電子工程學系畢業，國立政治大學商學院企業管理研究所畢業。2009年榮獲第20屆金曲獎特別貢獻獎。
段鍾潭目前是滾石音樂國際總經理、滾石移動董事長、亞洲數碼音樂董事長。